# استثمار القيمة

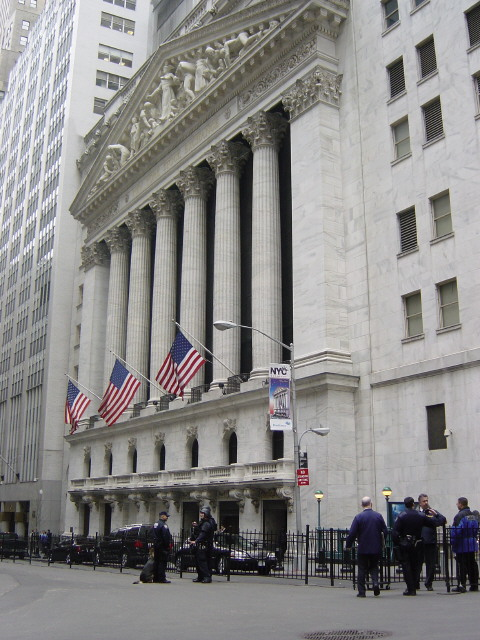

استثمار القيمة هو نموذج استثماري ينطوي على شراء سندات مالية تبدو أقل سعرا من خلال شكل ما من أشكال التحليل الأساسي. تستمد أشكال الاستثمار المتنوعة للقيمة من فلسفة الاستثمار التي درسها أولا بنيامين غراهام وديفيد دود في كلية التجارة في كولومبيا في عام 1928، ثم تطورت لاحقًا في نص تحليل الأمان عام 1934.
وشملت فرص القيمة المبكرة التي حددها غراهام ودد أسهم في تداول الشركات العامة بخصومات على القيمة الدفترية، وتلك ذات العائد المرتفع، وتلك التي لها مضاعفات سعرية إلى الكسب المنخفض.
ويقول أنصار الاستثمار في القيمة رفيعو المستوى، بما في ذلك رئيس شركة بيركشاير هاتاواي وارن بافيت، إن جوهر استثمار القيمة هو شراء الأسهم بأقل من قيمتها الحقيقية.إن خصم سعر السوق للقيمة الجوهرية هو ما سماه بنيامين غراهام «هامش الأمان». على مدى السنوات الخمس والعشرين الماضية، وبتأثير من تشارلي مونجر، وسّعت بافيت مفهوم استثمار القيمة مع التركيز على «إيجاد شركة متميزة بسعر معقول» بدلا من شركات عامة بسعر صفقة.
غراهام لم يستخدم أبدا عبارة «استثمار القيمة» — وقد تم صياغة المصطلح لاحقا للمساعدة في وصف أفكاره وأسفر عن سوء فهم كبير لمبادئه وفي مقدمتها أن غراهام ببساطة أوصى بسندات رخيصة.

## أداء استثمار القيمة

### أداء الاستراتيجية
وقد أثبت استثمار القيمة أنه إستراتيجية استثمارية ناجحة. هناك عدة طرق لتقييم النجاح. وتتمثل إحدى الطرق في دراسة أداء استراتيجيات القيمة البسيطة. وقد نشر العديد من الأكاديميين دراسات تحقق في آثار شراء أسهم القيمة. وقد وجدت هذه الدراسات باستمرار أن أرصدة القيمة تفوق في أداء مخزونات النمو والسوق ككل.

### أداء مستثمري القيمة
إن مجرد دراسة أداء أفضل المستثمرين في القيمة والمعروفين لن يكون مفيدًا إلى حد كبير، لأن المستثمرين لا يصبحون معروفين ما لم ينجحوا. وهذا يقدم تحيزا في الاختيار. ولقد اقترح وارن بافيت في خطابه الذي ألقاه في السابع عشر من مايو/أيار 1984 تحت عنوان «المستثمرون الخارقون في غراهام ودزفيل» وسيلة أفضل للتحقيق في أداء مجموعة من المستثمرين في القيمة. وفي هذا الخطاب، قام بوفيت بفحص أداء هؤلاء المستثمرين الذين عملوا في شركة غراهام نيومان، وبالتالي فهم أكثر تأثرا ببنجامين غراهام. والواقع أن الاستنتاج الذي توصل إليه بافيت مطابق لاستنتاجات البحث الأكاديمي بشأن إستراتيجيات الاستثمار البسيطة في القيمة: الاستثمار في القيمة في المتوسط ناجح في الأمد البعيد.
وخلال فترة 25 عاما تقريبا (1965-1990)، كانت البحوث المنشورة والمقالات قليلة. علق وارن بافيت ذات مرة قائلا: «لا يمكنك التقدم في قسم للمالية في هذا البلد إلا إذا كنت تعتقد أن العالم مسطح.»

## مستثمرين في القيمة معروفين جيدا

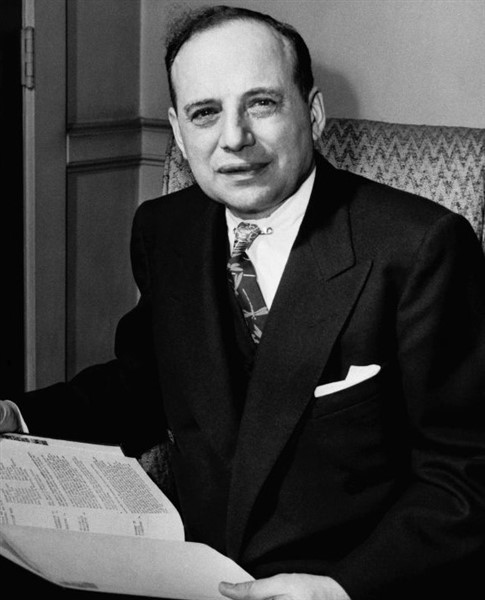
بنيامين جراهام (1894-1976) مفكرًا أمريكيًا يُنظر إليه على أنه والد التحليل الأساسي والقيمة

### طلاب بن غراهام
ينظر الكثيرون إلى بنيامين غراهام على أنه رائد الاستثمار في القيمة. وقام بالشراكة مع ديفيد دود بتأليف كتاب «تحليل أمني»، الذي نشر لأول مرة في عام 1934. وكان الإسهام الأكثر دوامًا لهذا الكتاب في ميدان التحليل الأمني هو التأكيد على الجوانب القابلة للقياس الكمي للتحليل الأمني (مثل تقييمات الأرباح وقيمة الكتب) مع التقليل إلى أدنى حد من أهمية العوامل الأكثر نوعية مثل نوعية إدارة الشركة. ثم كتب غراهام في وقت لاحق كتاب «المستثمر الذكي»، الذي جلب القيمة إلى المستثمرين الأفراد. إلى جانب بافيت، العديد من طلاب غراهام الآخرين، مثل وليام ج. فقد ذهب روان، وإيرفينغ كان، ووالتر شلوش، وتشارلز براندز إلى العمل كمستثمرين ناجحين في حد ذاته.
وكان ايرفينغ كان أحد مساعدى غراهام في التدريس بجامعة كولومبيا في الثلاثينات. وكان صديقا مقربا لغراهام منذ عقود وقدم مساهمات بحثية في نصوص غراهام «التحليل الأمني والتخزين والاستقرار والسلع العالمية والعملات العالمية والمستثمر الذكي». كان خان شريكا في العديد من شركات التمويل حتى عام 1978 عندما بدأ هو وأبنائه توماس غراهام كان وألان كان شركة استثمار في القيمة. وظل إرفينغ خان رئيسا للشركة حتى وفاته عن عمر يناهز 109 سنوات
والتر شلوز كان تلميذا آخر لغراهام. لم يحصل شلوز على تعليم رسمي. عندما كان في الثامنة عشرة، بدأ العمل كعداء في وول ستريت. ثم حضر دورات الاستثمار التي درسها بن غراهام في معهد بورصة نيويورك، ثم عمل في النهاية لصالح غراهام في شراكة غراهام نيومان. وفي عام 1955، غادر شركة غراهام وأنشأ شركة استثمارية خاصة به خاض ما يقرب من 50 عامًا.